# Resolutie 361 Veiligheidsraad Verenigde Naties
Resolutie 361 van de Veiligheidsraad van de Verenigde Naties werd unaniem aangenomen op 30 augustus 1974. De resolutie riep op tot hulp aan de vluchtelingen in Cyprus en samenwerking met de vredesmacht op het eiland.

## Achtergrond
In 1964 hadden de VN de UNFICYP-vredesmacht op Cyprus gestationeerd na het geweld tussen de twee bevolkingsgroepen op het eiland. Deze was tien jaar later nog steeds aanwezig toen er opnieuw geweld uitbrak nadat Griekenland een staatsgreep probeerde te plegen en Turkije het noorden van het eiland bezette.

## Inhoud
De Veiligheidsraad:
- Is zich bewust van zijn speciale verantwoordelijkheden onder het Handvest van de Verenigde Naties.
- Herinnert aan de resoluties 186, 353, 354, 355, 357, 358, 359 en 360.
- Merkt op dat veel mensen in Cyprus ontheemd zijn en humanitaire hulp nodig hebben.
- Denkt eraan dat het verlenen van humanitaire hulp in situaties als deze een van de hoofdtaken van de VN is.
- Merkt ook op dat de hoge commissaris voor de Vluchtelingen van de VN reeds benoemd is als coördinator van de VN-humanitaire bijstand voor Cyprus.
- Heeft het rapport van de secretaris-generaal in beschouwing genomen.

1. Waardeert de secretaris-generaal voor zijn aandeel in het opstarten van de dialoog tussen de twee Cypriotische gemeenschappen.
2. Verwelkomt deze ontwikkeling en roept alle betrokkenen op om er actief aan mee te werken.
3. Roept alle partijen op al het mogelijke te doen om het menselijk lijden te verlichten, de mensenrechten te respecteren en niets te doen dat de situatie kan verergeren.
4. Is erg bezorgd over de benarde situatie van de vluchtelingen, dringt aan op een vreedzame oplossing voor hen, maatregelen voor hun welzijn en hun veilige terugkeer naar huis als ze dat wensen.
5. Vraagt de secretaris-generaal om zo snel mogelijk een uitgebreid rapport te verstrekken over de vluchtelingen en besluit deze situatie voortdurend in de gaten te houden.
6. Vraagt de secretaris-generaal verder om noodhulp te blijven verstrekken over het gehele eiland aan eenieder die deze hulp nodig heeft.
7. Roept alle partijen op om als teken van goede wil apart en gezamenlijk stappen te ondernemen om succesvolle onderhandelingen te promoten.
8. Herhaalt zijn oproep aan alle partijen om samen te werken met de VN-vredesmacht UNFICYP.
9. Is ervan overtuigd dat de snelle uitvoering van deze resolutie zal bijdragen aan een oplossing in Cyprus.

## Verwante resoluties
- Resolutie 359 Veiligheidsraad Verenigde Naties
- Resolutie 360 Veiligheidsraad Verenigde Naties
- Resolutie 364 Veiligheidsraad Verenigde Naties
- Resolutie 365 Veiligheidsraad Verenigde Naties

Lijst ·  345 ·  346 ·  347 ·  348 ·  349 ·  350 ·  351 ·  352 ·  353 ·  354 ·  355 ·  356 ·  357 ·  358 ·  359 ·  360 ·  361 ·  362 ·  363 ·  364 ·  365 ·  366